# Schwüle
Als Schwüle oder schwüle Hitze bezeichnet man den Umstand einer stark mit Wasserdampf gesättigten Umgebungsluft bei hohen Lufttemperaturen. Diese weist dementsprechend eine hohe relative Luftfeuchtigkeit auf und behindert daher die Thermoregulation des menschlichen Körpers durch Transpiration (Schwitzen). Als Folge wird schwüle Hitze als wesentlich unangenehmer bzw. auch wärmer empfunden als trockene Hitze, also eine Umgebungsluft mit geringer relativer Luftfeuchtigkeit. Dieser Zusammenhang wird quantitativ durch den Hitzeindex beschrieben.

## Grundlagen
Ob das Wetter als schwül empfunden wird, hängt entscheidend von der Wasserbeladung der Luft ab, auch als absolute Luftfeuchtigkeit (AF) bezeichnet.
Schwüle beginnt, wenn der Taupunkt den Grenzwert von 16 °C überschreitet, was unter Normalbedingungen einer absoluten Luftfeuchtigkeit von 13,5 g Wasserdampf pro Kubikmeter Luft entspricht. Andere Quellen setzen die Schwülegrenze bei dem Taupunkt 17 °C an, entsprechend einem Dampfdruck von 18,8 hPa.
| Temperatur | rel. Feuchte |       | Temperatur | rel. Feuchte |
| ---------- | ------------ | ----- | ---------- | ------------ |
| 16 °C      | 99 %         | 27 °C | 53 %       |              |
| 17 °C      | 93 %         | 28 °C | 50 %       |              |
| 18 °C      | 88 %         | 29 °C | 47 %       |              |
| 19 °C      | 83 %         | 30 °C | 45 %       |              |
| 20 °C      | 78 %         | 31 °C | 43 %       |              |
| 21 °C      | 74 %         | 32 °C | 40 %       |              |
| 22 °C      | 70 %         | 33 °C | 38 %       |              |
| 23 °C      | 66 %         | 34 °C | 36 %       |              |
| 24 °C      | 62 %         | 35 °C | 35 %       |              |
| 25 °C      | 59 %         | 36 °C | 33 %       |              |
| 26 °C      | 56 %         | 37 °C | 31 %       |              |

Da sich – ohne Luftmassenwechsel – die Luft nachts ungefähr bis zum aktuellen Taupunkt abkühlt und der Taupunkt tagsüber etwas ansteigt, lässt eine morgendliche Tiefsttemperatur von mehr als 15 °C einen schwülen Tag erwarten. Liegt die Tiefsttemperatur bei einer Tropennacht über 20 °C, so wird die Schwüle für viele Mitteleuropäer schwer erträglich.
Eine übliche Angabe für einen schwülen Tag erfolgt heute darüber, dass der Dampfdruck der Luft über 18 hPa liegt.
Eine frühe Definition geht auf Scharlau (1943) zurück und lag bei 14,08 mm Quecksilbersäule (≈18,8 hPa) für den Dampfdruck.
Andere Temperaturmaße berücksichtigen auch andere Faktoren wie Globalstrahlung (Gesamtstrahlung), Windgeschwindigkeit und Schichtung der Atmosphäre (Großwetterlage).
Eine Abschätzung kann über die Physiologisch Äquivalente Temperatur (PET) als Maß für Hitzestress erfolgen; hier tritt eine starke Belastung typischerweise bei PETd > 35 auf.
Ein anderer Messwert ist die Äquivalenttemperatur (TEQ, TEQ) nach Auer (2001),
mit Schwülheit bei TEQ > 65 °C.
Bei einer starken Beeinträchtigung der Thermoregulation erhöht sich die Gefahr eines Kreislaufkollapses und anderer Hitzeschäden. Besonders tropische und teils subtropische Klimate sind durch schwüle Witterungsbedingungen gekennzeichnet, was jedoch in der Regel nur bei einem unangepassten Organismus oder unangepasstem Verhalten zu gesundheitlichen Konsequenzen führt. Ohne eine ausreichende Akklimatisierung an diese Bedingungen sollten daher keine größeren körperlichen Anstrengungen unternommen werden.

## Regionales
Zu den schwülsten Orten Deutschlands gehören Karlsruhe und Mannheim/Ludwigshafen am Rhein. Diese Städte liegen in der Rheinebene, die durch den Rhein und die Topographie immer eine sehr hohe Luftfeuchte hat. Dazu kommen die hohen Temperaturen (wärmste Region Deutschlands), die im Sommer auch oft zu Tropennächten führen können.
Die schwülsten Gegenden in Österreich sind der Neusiedlersee und Seewinkel und die Donau nach Wien mit durchschnittlich 25 bis 30 schwülen Tagen pro Jahr (PETd- oder TEQ-Ermittlung):
Hier macht sich die Kombination des Steppensees bzw. Flusses mit dem sommerheißen Pannonischen Klima bemerkbar. Die Innenstädte von Wien und Graz erreichen ähnliche Werte. In weiten Teilen der Talungen des Alpenraums liegt der Durchschnitt dagegen bei etwa zehn bis 15, in Höhenlagen bei fünf bis zehn schwülen Tagen.